# Rhodes–Haverty Building
El Rhodes–Haverty Building (también conocido como Marriott Residence Inn-Downtown) es un rascielos histórico de Atlanta, en el estado de Georgia (Estados Unidos). Con 21 pisos y 74,98 metros, fue el más alto de la ciudad en el momento de su inauguación en 1929. Fue diseñado por los arquitectos de Atlanta Pringle y Smith. El edificio y el distrito están incluidos en el Registro Nacional de Lugares Históricos.

## Historia
Fue construido por los magnates del mueble A. G. Rhodes de Rhodes Furniture y J. J. Haverty de Havertys. No recibió su nombre de la Rhodes-Haverty Furniture Company (1889-1908), que ya se había disuelto. Fue el edificio más alto de Atlanta hasta 1958, cuando fue superado por el 55 Marietta Street.
En 1995-1996 fue remodelado para convertirse en un Marriott Residence Inn, el Residence Inn Atlanta Downtown.
Inmediatamente al otro lado de Peachtree Street se encuentra el English-American Building, comúnmente conocido como Flatiron Building.